# Старонакаряково
Старонакаряково (баш. Иҫке Нәкәрәк) — село в Мишкинском районе Республики Башкортостан Российской Федерации. Входит в состав Староарзаматовского сельсовета. 

## География

### Географическое положение
Расстояние до:
- районного центра (Мишкино): 20 км,
- центра сельсовета (Малонакаряково): 5 км,
- ближайшей ж/д станции (Загородная): 144 км.

## Население
| 2002 | 2009 | 2010 |
| ---- | ---- | ---- |
| 95   | ↘62  | ↘50  |

Национальный состав
Согласно переписи 2002 года, преобладающая национальность — русские (100 %).